# Gregor Sikošek
Gregor Sikošek slovenski nogometaš, * 13. februar 1994, Brežice.

## Življenjepis
Gregor prihaja iz Artič. Z nogometom se je začel ukvarjati pri 5 letih v klubu NK Brežice 1919. V dresu Krškega je v njihovi krstni prvoligaški sezoni 2015/16 zbral 33 nastopov. Krško je končalo na odličnem 6.mestu, Gregor pa je z odlično igro pritegnil oba velikana slovenskega nogometa, a se je naposled odločil za odhod na Primorsko, kjer je podpisal dveletno pogodbo za Koper. Zbral je 51 prvoligaških tekem v 1 SNL za Krško (33) in Koper (18). Konec januarja 2017 se je Gregor podal v tujino, ko ga je v svoje vrste zvabil danski prvoligaš Brøndby iz Kopenhagna.  V danski prestolnici je odigral 11 tekem, nato pa se nekaj dni pred koncem prvega prestopnega termina sezone 2017/18 podal kot posojen igralec v 310 km oddaljen Silkeborg. 

## Reprezentanca
14. novembra 2016 je debitiral v slovenski reprezentanci na prijateljski tekmi proti Poljski v Vroclavu.